# Facebook Watch
Facebook Watch é um serviço de vídeo sob demanda operado pelo Facebook. Foi anunciado em 9 de agosto de 2017, com disponibilidade inicial no dia seguinte e com lançamento para todos os Estados Unidos até o final do mês. O conteúdo de vídeo original do Facebook Watch é produzido para a empresa por parceiros, que recebem 55% da receita de publicidade enquanto o Facebook mantém 45%.
O Facebook Watch oferece recomendações personalizadas para vídeos para assistir, bem como pacotes de conteúdo categorizados, dependendo de fatores como popularidade e engajamento de mídia social. O Facebook quer entretenimento de forma curta e longa em sua plataforma, com um orçamento total de US$ 1 bilhão para conteúdo até 2018. O Facebook gera receita com vídeos por meio de intervalos publicitários intermediários e planeja testar a publicidade precedente em 2018. Em 30 de agosto de 2018, o Facebook Watch tornou-se disponível internacionalmente para todos os usuários da rede social em todo o mundo.
Em junho de 2019, o Facebook informou que 140 milhões de pessoas por dia passavam pelo menos um minuto em Watch, com 720 milhões de espectadores por mês.

## História
Facebook anunciou "Facebook Watch", o próprio serviço de Vídeo sob demanda, em 9 de agosto de 2017. O dia seguinte, foi lançado para um pequeno grupo de usuários dos EUA, com uma implantação para todos os usuários dos Estados Unidos a partir do final de agosto.
Em maio e junho de 2018, o Facebook lançou cerca de seis programas de notícias de parceiros, incluindo BuzzFeed, Vox, CNN, e Fox News. Esses programas, desenvolvidos pelo chefe de parcerias de notícias do Facebook , supostamente tem um orçamento global de US$90 milhões de dólares.
Em 25 de julho de 2018, o Facebook fez sua primeira apresentação na turnê de verão anual da Television Critics Association. Durante o tempo alocado do Facebook, Fidji Simo, vice-presidente de produto para vídeo, e Ricky Van Veen, o chefe da Global Creative Strategy, mostrou o crescimento contínuo do Facebook da programação original no Facebook Watch. Em 30 de agosto de 2018, o Facebook Watch tornou-se disponível internacionalmente para todos os usuários da rede social em todo o mundo.

## Recursos
Na aba Watch, O Facebook oferece recomendações personalizadas de vídeos para assistir, bem como categorias de conteúdo de vídeo agrupadas, incluindo "Mais comentados", "O que está fazendo as pessoas rirem" e "Mostra oque seus amigos estão observando".

## Conteúdo
O Facebook Watch oferece os principais vídeos vistos no Facebook e ainda exibe os jogos das quintas-feiras da Copa Libertadores (Através da página "CONMEBOL Libertadores" com a equipe da TNT Sports Brasil). O atual contrato entre CONMEBOL e Facebook Watch é vigente até a temporada 2022.